# Elastina

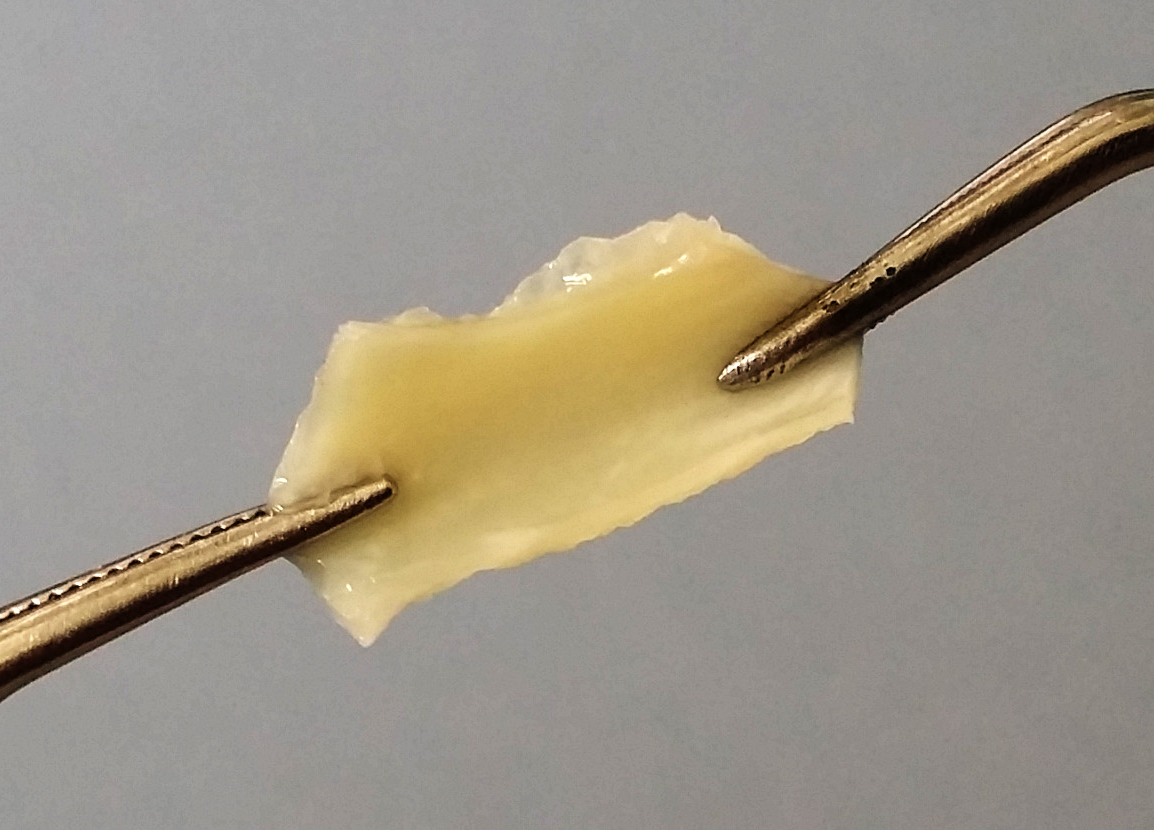
Elastina allungata isolata dall´aorta bovina

L'elastina è una proteina elastica, costituente il tessuto connettivo e che permette a molti tessuti dell'organismo di tornare alla loro forma originaria dopo essere stati sottoposti a forze di stiramento o di contrazione. L'elastina è un costituente fondamentale della pelle, conferendole la caratteristica risposta elastica quando il tessuto è sottoposto a tensioni meccaniche. Il locus è Chr. 7 q11.1-21.1, HUGO ELN.

## Composizione
L'elastina è principalmente composta dagli amminoacidi glicina, valina, alanina e prolina.
Strutturalmente è formata da molte molecole di tropoelastina (ad alfa-elica), idrosolubile e con massa molecolare di circa 60 kDa, legate da legame covalente formatosi in seguito a reazione catalizzata da lisil ossidasi. Il prodotto finale consiste in un voluminoso composto insolubile con resistenti legami crociati di lisina.
Desmosina e isodesmosina sono amminoacidi rari entrambi riscontrati nell'elastina.

## Localizzazione nell'organismo
L'elastina svolge un ruolo importante nelle arterie ed è particolarmente abbondante nei grandi vasi sanguigni come l'aorta. È anche un costituente strutturale molto importante dei polmoni, dei legamenti, della pelle, della vescica e della cartilagine.